# Amphibulus pustulae
Amphibulus pustulae là một loài tò vò trong họ Ichneumonidae.